# ヨウ化ガリウム(III)
ヨウ化ガリウム(III)（ヨウかガリウム、gallium(III) iodide）は化学式が Ga2I6 と表される、最も一般的なガリウムのヨウ化物である。化学輸送法でヒ化ガリウムの純粋な結晶を得るときにヨウ素が輸送媒体として用いられるが、このとき可逆的に GaI3 が生じている。
ヨウ化ガリウム(III)は、金属ガリウムと化合させることで緑色の固体のヨウ化ガリウム(I)を与える。この化学種の性質はよく分かっていないが、一価・二価のガリウム化合物の調製に有用である。